# Акмирзинський сільський округ
Акмирзи́нський сільський округ (каз. Ақмырза ауылдық округі, рос. Акмырзинский сельский округ) — адміністративна одиниця у складі Єрейментауського району Акмолинської області Казахстану. Адміністративний центр — село Акмирза.
Населення — 669 осіб (2021; 813 у 2009, 1120 у 1999, 1099 у 1989).
Станом на 1989 рік існували Новомарковська сільська рада (села Каражар, Кенетколь, Новомарковка) та Тимофієвська сільська рада (села Жолбасши, Тимофієвка). 1993 року вони утворили Новомарковський сільський округ. 2005 року Новомарковський сільський округ розділений на Новомарковську сільську адміністрацію (село Новомарковка) та Акмирзинський сільський округ (села Жолбасши, Тимофієвка).

## Склад
До складу адміністрації входять такі населені пункти:
| Населений пункт | Колишні назви | Населення, осіб (1989) | Населення, осіб (1999) | Населення, осіб (2009) | Населення, осіб (2021) |
| --------------- | ------------- | ---------------------- | ---------------------- | ---------------------- | ---------------------- |
| Акмирза, село   | Тимофієвка    | 983                    | 867                    | 740                    | 628                    |
| Жолбасши, село  | -             | 116                    | 253                    | 73                     | 41                     |